# YC-125襲擊者運輸機
YC-125 襲擊者（英語：Raider)是一款於1940年代由諾斯洛普公司研製的三引擎短距起降通用運輸機。

## 發展

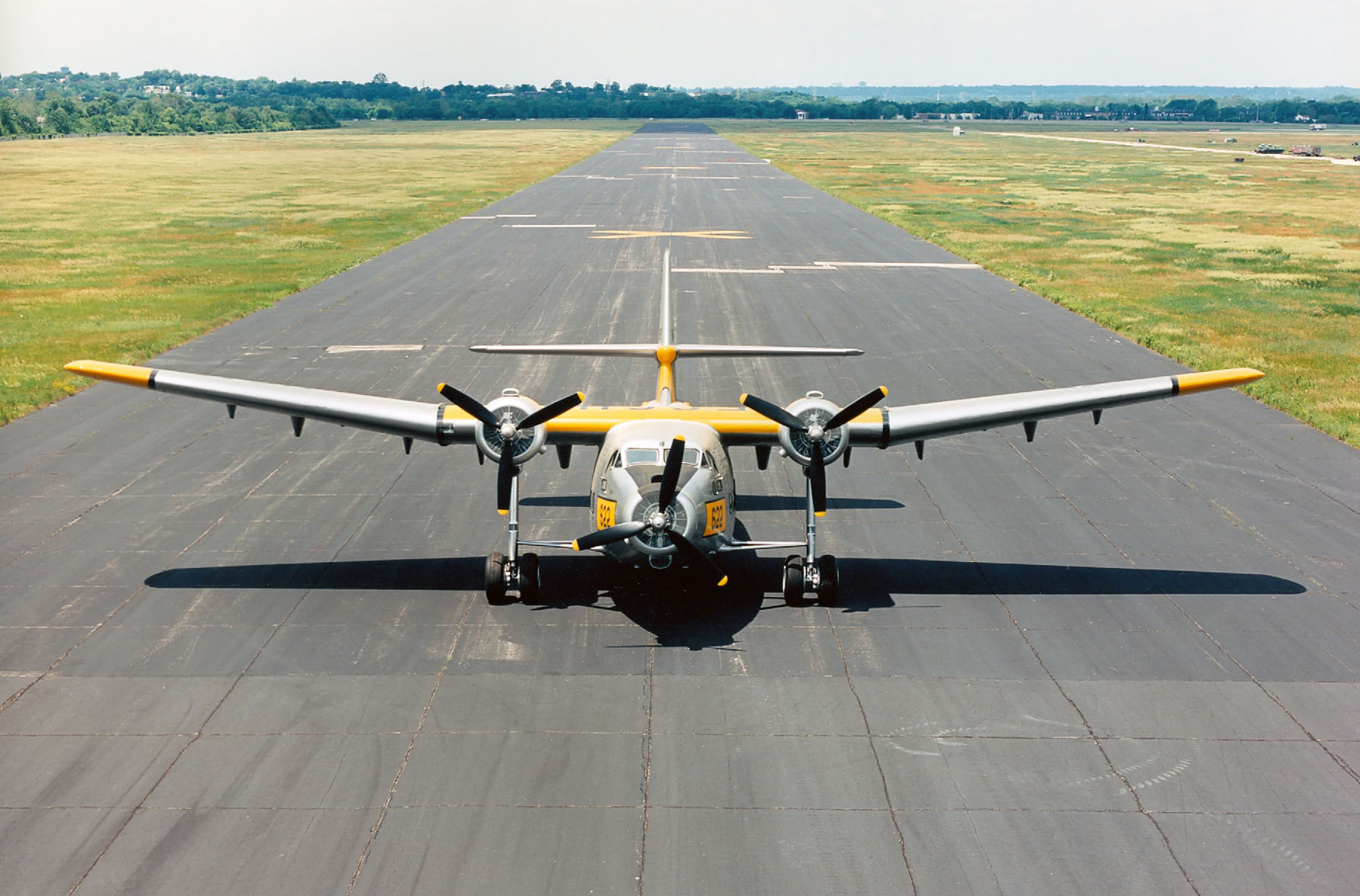
現藏於美國空軍國家博物館的YC-125B

為了取代於中美洲航空服役的福特5-AT，諾斯羅普於戰後設計了其第一款一款民用飛機，並命名為N-23 先鋒（英語：Pioneer)。先鋒可搭載36名乘客或貨物，其貨艙門和艙口可將36ft(11m)長的管道或木材裝載到機艙內。該機於1946年12月21日首飛。由於該飛機性能良好，中美洲航空立刻訂購了40，但在沃特曼輪船公司購買了中美洲航空的主要股份後，泛美航空的政治操縱導致TACA停駛往返美國的航班，中美洲航空因而取消N-23的訂單。儘管諾斯羅普極力推廣此款飛機，但始終沒有新顧客。 1948年2月19日，先鋒在一次事故中墜毀。
1948年，美國空軍向諾斯羅普公司訂購了23架飛機，分別為13架C-125A Raider和10架用於北極救援工作的C-125B。1949年8月1日，第一架飛機首飛，公司名稱為N-32 Raider。C-125可以安裝噴射助推起飛，使其能夠於500feet(150m)內短距起飛。
YC-125於1950年開始交付。由於動力不足，YC-125很快便被取代，並很快就被送往德克薩斯州謝潑德空軍基地作為教練機使用，直到1955年退役。
大部分剩餘飛機被弗蘭克·安布羅斯(英語：Frank Ambrose)購買並出售給南美洲和中美洲的叢林運營商。
目前共有兩架YC-125還保存著，分別是機身編號48-626的YC-125B存放於位在俄亥俄州代頓的美國空軍國家博物館和機身編號48-636的YC-125A展示於位在亞利桑那州土桑的皮馬航空航天博物館。

## 型號

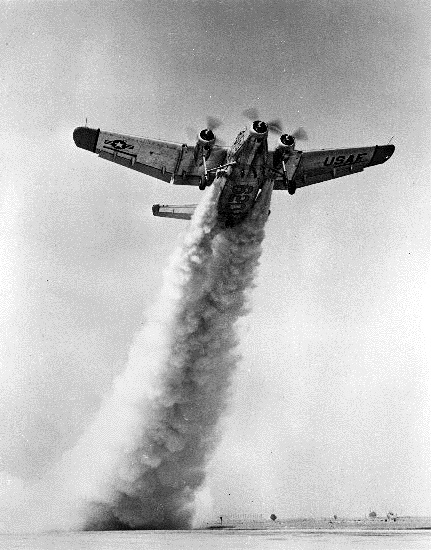
1架使用噴射助推起飛的YC-125

N-23 Pioneer
原型機，共1架
N-32 Raider
軍用版本的公司編號
YC-125A Raider
可容納30名士兵的量產版本，共13架
YC-125B Raider
用於極地救援的版本，配有20具擔架和滑雪起落架。共10架(飛機編號48-618/627).
CL-3
加拿大於1949年獲得授權製造的版本,使用3具普拉特·惠特尼加拿大公司R-1820發動機。同年改編號為CL-12。該計畫於1950年代早期取消。
N-74
另一種提出的授權版本。改採用2具Allison T56渦輪螺旋槳發動機。該計畫於1950年代取消

### 書籍
- Andrade, John M. U.S Military Aircraft Designations and Serials since 1909. Leicestershire, UK: Midland Counties Publications, 1979. ISBN 0-904597-22-9.
- Stern, Dave. . Aeroplane. Vol. 32 no. 12. December 2004: 40–43. ISSN 0143-7240.
- The Illustrated Encyclopedia of Aircraft (Part Work 1982–1985). London: Orbis Publishing, 1986.

## 外部連結
- 'Pioneer' for Frontier Flying – Popular Science